# HD 96224
HD 96224，又名CD-48 6157，SAO 222548、HR 4316，是一颗恒星，视星等为6.13，位于銀經285.73，銀緯9.89，其B1900.0坐标为赤經11h 0m 35.2s，赤緯-48° 9.89′ 11″。